# カバサ

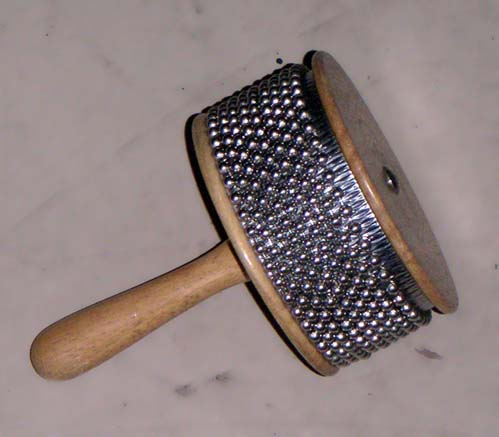
現代のカバサ

カバサ（ブラジルポルトガル語：cabaça、意味：瓢箪）は、体鳴楽器に分類される打楽器のひとつ。南米の楽器である。

## 概要・奏法等
柄の付いた、手に乗せられるほどの大きさの、周りに溝を付けた中空の球形または円柱形の本体の回りに、小さな玉をひもでつなげて緩く巻き付けたもの。これを、振ったり、手や膝に打ち付けたり、玉を本体にこすりつけたりして音を出す。
元来はひょうたんと植物の実で作るが、現代の楽器は、円柱形で、側面に金属の玉が巻き付けてある。この側面を軽く持ち、柄を回して玉を本体にこすりつけて音を出したり、楽器を高く掲げ、これを引力に従って振り下ろしながら回転させ、（相互に無重力状態になった）玉を軽く本体に触れさせるようにしながら音を出したりする。
アフリカのシェケレは、よく似た楽器である。また、玉を本体の中に入れたマラカスは、類似の楽器と考えていい。